# Аитово (Бижбулякский район)
Аитово (баш. Айыт) — село в Бижбулякском районе Республики Башкортостан. Административный центр Аитовского сельсовета. Согласно переписи 2020 года население составляло 1100 человек.

## Географическое положение
Находится на левом берегу реки Дёмы.
Расстояние до:
- районного центра (Бижбуляк): 22 км,
- ближайшей ж/д станции (Приютово): 62 км.

## История
Аитово — поселение башкир-припущенников на вотчинной земле Кульили-Минской волости. По их собственному признанию в 1856 г., они выехали 90 лет тому назад (т.е. примерно в 1766 г.) из д. Сарсаз-Такирмен Сарали-Минской волости Мензелинского уезда. Другие авторы указывают иную дату: 1744 г. Вотчинники той же волости по договору 16 сентября 1770 г. узаконили давний припуск башкир Сарали-Минской волости Ногайской дороги из 40 дворов, совершенный в 1753 г.

## Современность
В 2006 году в селе открыт мост через реку Дёму длиной 100 метров. Мост позволил избежать во время весеннего паводка затопления домов, во время его строительства моста было проведено спрямление реки.

## Население
| 2002 | 2009  | 2010  |
| ---- | ----- | ----- |
| 1272 | ↘1263 | ↘1176 |

## Образование и культура
В селе действует школа имени Ф. Карима.
В 1971 году открыт музей поэта Ф. Карима.

## Религия
В селе есть мечеть.

## Известные уроженцы
- Гимаев, Ильдар Раисович (1962—2008) — профессор, кандидат экономических наук, доктор юридических наук, руководитель администрации Президента Республики Башкортостан (2000—2003).
- Карим, Фатых (1909—1945) — татарский советский поэт.